# Pollo fritto
Il pollo fritto è un piatto consistente di pezzi di pollo che sono stati infarinati, panati o imburrati e successivamente fritti in padella, in olio o a pressione. La panatura fornisce una crosta croccante all'esterno, la quale mantiene il succo della carne. I polli da carne sono quelli più comunemente usati per questa preparazione.
Il primo piatto noto per essere stato fritto erano le frittelle, popolari in Europa già nel Medioevo. Tuttavia, furono gli scozzesi i primi europei a friggere il pollo nel grasso (anche se senza condimento). Nel frattempo, molti popoli dell'Africa occidentale cucinavano già pollo fritto condito (impastandolo e cuocendolo in olio di palma). Le tecniche di frittura scozzesi e il condimento dell'Africa occidentale sono stati poi combinati da africani e afroamericani ridotti in schiavitù negli Stati Uniti meridionali.

## Storia
La prima apparizione del pollo fritto si ha nel libro di cucina romano di Marco Gavio Apicio (scritto nel IV secolo), il quale conteneva una ricetta chiamata Pullum Frontonianum. Bisogna però aspettare il 1830 per registrare l'apparizione dell'espressione in inglese americano "fried chicken" (pollo fritto, appunto), inizia poi ad essere utilizzata frequentemente nei libri di ricette americani tra il 1860 e il 1870.
L'origine del pollo fritto negli Stati Uniti meridionali affonda le sue radici nella cucina scozzese e nella cucina africana. Il pollo fritto scozzese veniva cotto nel grasso (senza condimenti) mentre gli africani friggevano pollo condito (pastellato e cotto in olio di palma). Le tecniche di cottura scozzesi e i condimenti africani furono utilizzati negli Stati Uniti meridionali dagli schiavi coloniali.
La tratta degli schiavi portò molti africani a lavorare nelle piantagioni degli Stati Uniti meridionali. Siccome molti tra gli schiavi non potevano permettersi pasti costosi, e visto che all'interno delle piantagioni gli era concesso allevare polli, divennero dei cuochi; integrando il pollo fritto secondo la tradizione scozzese con spezie e condimenti, secondo la loro tradizione, arricchendone il gusto.
Il pollo fritto divenne, in seguito, un mezzo di sostentamento economico per le donne afro-americane, schiavizzate e segregate, le quali divennero note come venditrici di pollame (vivo o cotto) agli inizi del 1730. Per questo motivo, ma anche perché gli ingredienti erano parecchio costosi, il pollo fritto, a dispetto delle credenze popolari, fu un piatto poco consumato all'interno della comunità afro-americana,  veniva riservato (come in Africa) solamente per le occasioni speciali.

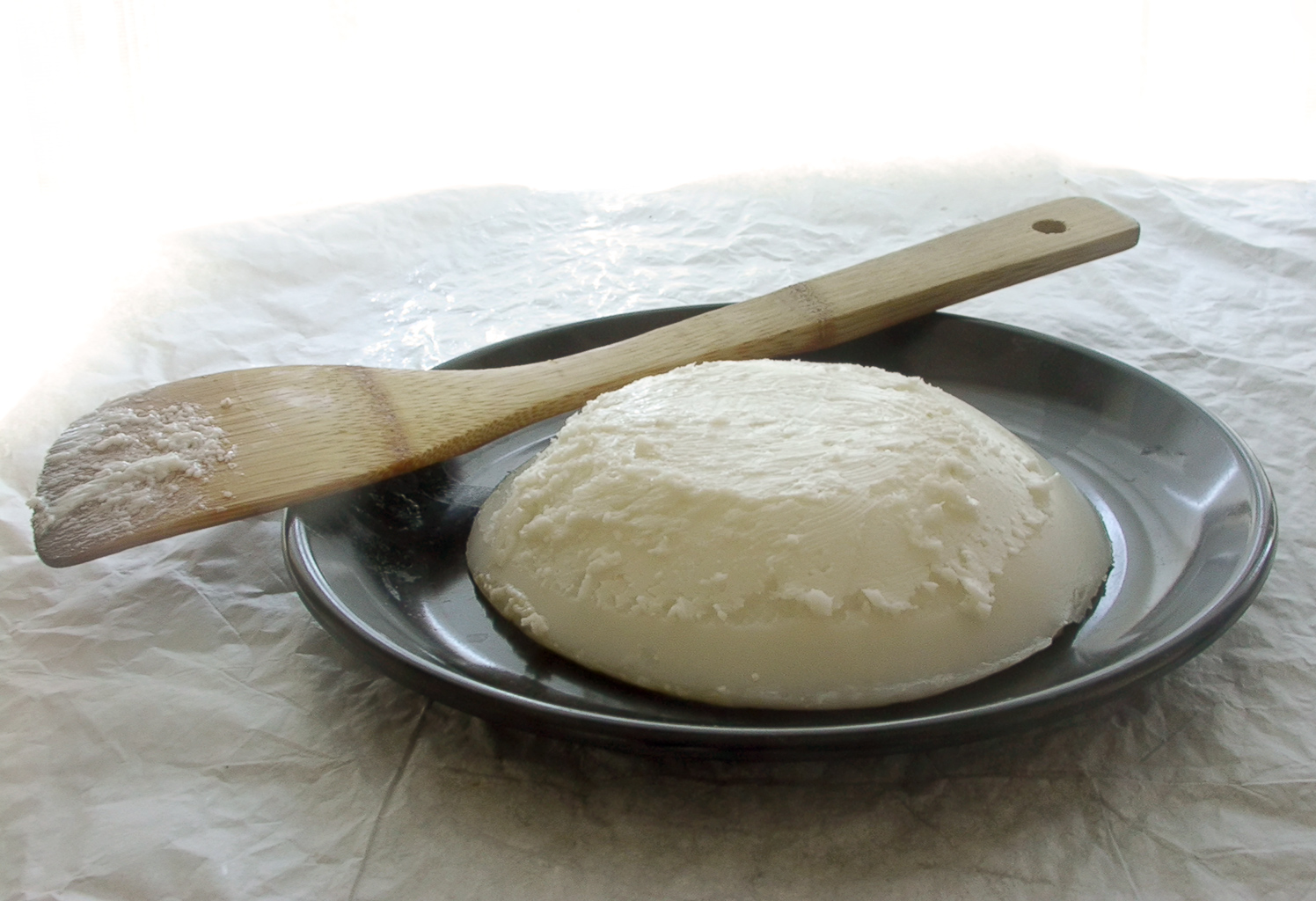
Strutto fatto in casa dal grasso di maiale

Dopo lo sviluppo di maiali più grandi e con una crescita più rapida (dovuta all'incrocio tra razze europee ed asiatiche), tra il diciottesimo e il diciannovesimo secolo, negli Stati Uniti, l'allevamento da cortile e su piccola scala di maiali fornì un modo economico di convertire i rifiuti (alimentari, spazzatura e i rifiuti derivanti dai raccolti) in calorie in un piccolo spazio e in un breve periodo. Le calorie prendevano forma in grasso e in strutto. Quest'ultimo era già usato nella maggior parte di ricette ed era un componente fondamentale per molti alimenti fatti in casa (tanti di questi ancora oggi sono considerati cibo per le feste o comfort food) come biscotti e torte. La necessità economica ed energetica di consumare strutto e altri grassi, portò la maggior parte della popolazione a friggere il cibo, non solo negli USA, ma in tutto il mondo. A ciò si aggiunse, nel diciannovesimo secolo, la diffusione della ghisa per l'uso in cucina. Questa combinazione di farina, strutto, pollo e una padella pesante posta su una fiamma controllabile fu l'inizio del pollo fritto, che grazie alla sua fama rimase noto fino a oggi.
Prima dell'industrializzazione nella produzione del pollo e della diffusione di pollame da carne, solamente i polli giovani e ruspanti erano utilizzati per la cottura veloce e ad alte temperature come la friggitura, rendendo il pollo fritto un lusso primaverile ed estivo, prima che i frigoriferi divennero comuni non c'era modo di conservare la carne per molto tempo.
Il pollo fritto all'americana è passato gradualmente nell'uso comune come piatto di origine meridionale e la sua popolarità crebbe. Esso continua ad essere la miglior scelta per la "cena domenicale" in queste regioni e feste come l'Independence Day  spesso sono accompagnate da questo piatto. Tutto ciò contribuì alla sua fama.
Con la crescita dell'industria vennero ridotti i costi di produzione del pollo fritto e, durante il ventesimo secolo, molte catene di ristoranti si concentrarono sul pollo fritto, dando inizio al boom dell'industria dei fast food. Marchi come Kentucky Fried Chicken, Popeyes, e Bojangles si sono estesi dagli Stati Uniti e nel mondo.

## Descrizione

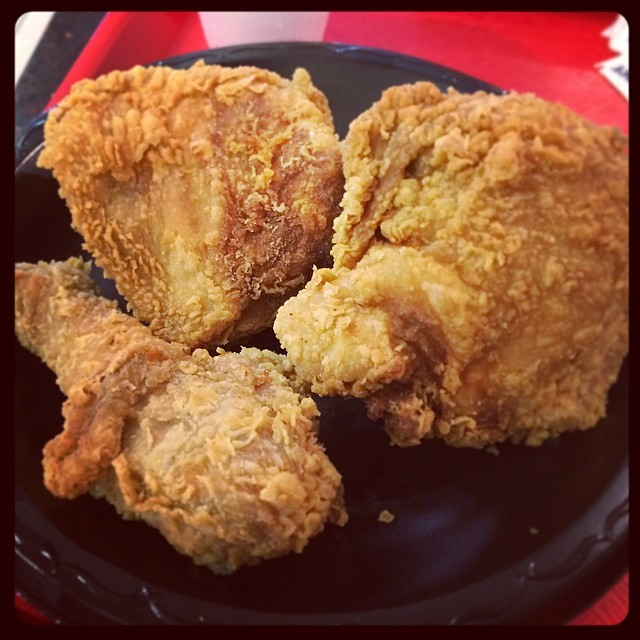
Pollo fritto di Paschal, Atlanta, Georgia

Il pollo fritto è stato descritto come un piatto "succoso", e "croccante". Viene spesso definito anche "speziato" e "salato". A volte può essere ricoperto con condimenti, come la paprika o il tabasco per dagli un sapore piccante. Questi condimenti sono comuni specialmente nei fast food o nelle catene di ristoranti come KFC. Questo piatto, negli Stati Uniti, viene tradizionalmente servito con purè di patate, sugo, maccheroni al formaggio, insalata di cavolo, mais e/o biscotti.
Il pollo fritto è noto per essere unto, in special modo quando proviene dai fast food. Perciò, è consigliabile, per coloro a cui piace mangiare questo cibo, di consumarlo solo un certo numero di volte all'anno, per mantenere il loro apporto di grassi ragionevolmente basso. Infatti, tra le varie parti di pollo che vengono utilizzate ci sono le ali, le quali contengono la maggior parte di grassi con circa 40g ogni 100g. Ad ogni modo, friggendo un pollo fritto intero, si hanno solamente 12% dei grassi (12g ogni 100g). 100g di pollo fritto in media contengono 240 calorie.

## Preparazione

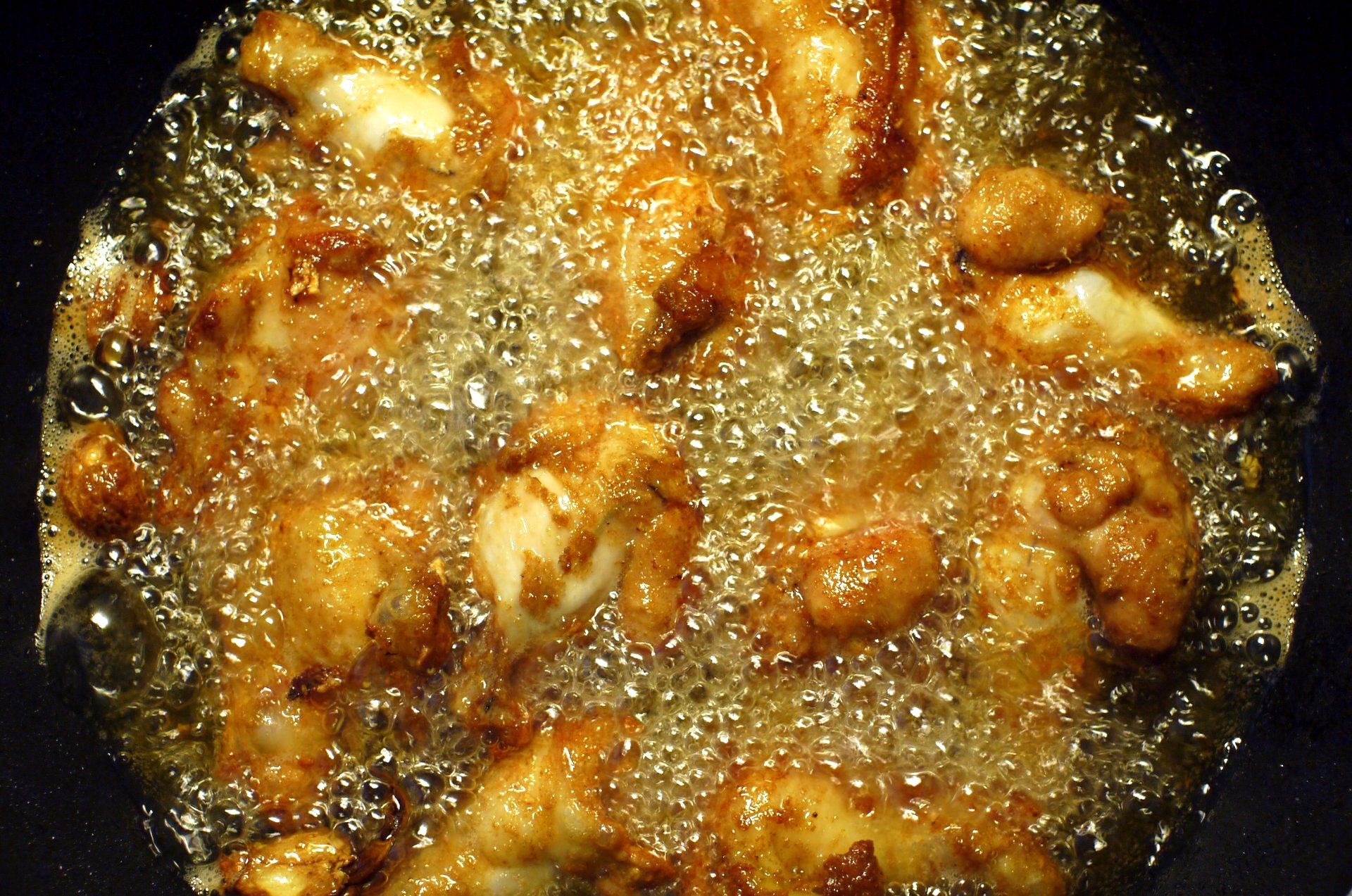
Frittura di ali di pollo in olio di mais

Generalmente il pollo non è fritto intero, bensì viene separato nelle sue parti fondamentali: petto, ali, coscia e sovracoscia. La preparazione dei pezzi per la frittura consiste nell'infarinatura o panatura, eventualmente a seguito di marinatura o intintura in latte o latticello, allo scopo di ricoprire la carne e creare poi la crosta. Spezie quali sale, pepe, pepe di Cayenna, paprica, aglio o cipolla in polvere possono essere mescolate con la farina. Parte dei grassi liberati dalla cottura vengono assorbiti dal rivestimento di farina e panatura creando così una crosta saporita.
In alcune ricette tradizionali il pollo è fritto nello strutto, ma sono frequentemente utilizzati anche olio di mais, olio di arachidi, olio di colza o altri oli vegetali. Il sapore dell'olio di oliva è generalmente considerato troppo intenso per la frittura del pollo e il suo basso punto di fumo lo rende di difficile uso. Esistono tre principali modi di preparazione del pollo fritto: frittura in padella, immersione in olio e frittura a pressione.
La prima consiste nell'uso di una padella contenente una ridotta quantità di grasso in cui rosolare il pollo senza che esso vi sia totalmente immerso. Generalmente il grasso è riscaldato ad una temperatura sufficientemente alta da solidificare il rivestimento senza però raggiungere la doratura poi la temperatura viene ridotta. A questo punto si può procedere in modi diversi, girando i pezzi frequentemente fino a farli dorare oppure lasciandoli in posizione con la pelle a contatto con la padella facendoli girare solo quando strettamente necessario. Verso fine cottura, la temperatura viene nuovamente alzata e il pollo dorato fino al punto desiderato (in alcune ricette si aggiungono piccole quantità di burro per favorire il processo). Il grasso che fuoriesce si accumula sul fondo della padella mescolandosi all'olio di partenza. Il pollo alla Maryland è preparato mettendo, dopo una breve frittura, la padella a completare la cottura nel forno.
La seconda modalità di frittura richiede una friggitrice in cui sia possibile immergere totalmente i pezzi di pollo nell'olio caldo. I pezzi vengono panati o intinti in una pastella a base di farina che può contenere spezie e altri ingredienti quali uova, latte e agenti lievitanti. L'olio viene riscaldato alla temperatura desiderata e i pezzi immersi mano a mano cercando di mantenere costante la medesima.
La frittura a pressione permette di accelerare il processo: il grasso all'interno del pollo vaporizza aumentando la pressione nella friggitrice, diminuendo così la temperatura necessaria. I vapori d'olio oltre a permettere la cottura del pollo lo mantengono umido e ne conservano la tenerezza all'interno, garantendo comunque la formazione di una crosta croccante. La procedura è analoga alla precedente con la differenza che si utilizza una friggitrice a pressione.

## Varianti
- Pollo Barbeton, conosciuto anche come pollo fritto serbo, è una versione creata dagli immigrati Serbi a Barberton, Ohio, poi reso popolare in tutto lo stato.[27]
- Pollo Maryland è un tipo di pollo saltato in padella, spesso marinato nel latticello, servito con panna e nativo dello stato del Maryland. La ricetta si diffuse oltre gli Stati Uniti fino all'alta cucina di Auguste Escoffier e, dopo pesanti modifiche, trovò posto nelle cucine della Gran Bretagna e dell'Australia.[28] Il piatto si realizza mettendo un pollo a pezzi in una teglia, preparato così come si fa per la frittura in padella. Successivamente la teglia viene posta in forno a cuocere, per la maggior parte del tempo complessivo di cottura, ciò porta a una pietanza sostanzialmente "fritta in forno".[29]
- Nugget di pollo, sono piccoli pezzi, spesso ottenuti utilizzando carne macinata mischiata ad altre sostanze come aromi e additivi, impastellati o impanati e fritti. Sono diventanti famosi soprattutto grazie a fast food come McDonald's e Burger King. Talvolta gli vengono date forma e dimensione che ricordano i popcorn e in questo caso sono chiamati popcorn di pollo.[30]
- Waffle e pollo, questa pietanza è una combinazione di cibi tradizionalmente serviti a pranzo e a cena in un unico piatto. Servito comunemente nei ristoranti Stati Uniti meridionali e non solo.[31]
- Pollo piccante, comune nell'area di Nashville, Tennessee, è una variante impanata con lardo e salsa di pepe di caienna.[32]